# Juancarlos Barrios
Juancarlos Barrios Aranda es guitarrista y miembro fundador de la banda de rock alternativo Bohemia Suburbana, con la cual ha grabado cinco discos: "Sombras en el Jardín" (1993-4), "Mil Palabras con sus Dientes" (1996), "Remixes y la emergencia de la circunstancia" (2000), "Imaginaria Sonora" (2015) y "Santiago 14 91" (2020). Además se ha presentado con Bohemia Suburbana en varios conciertos y festivales de Centroamérica, Estados Unidos y Puerto Rico.
También ha publicado internacionalmente dos discos de música experimental bajo el alias de Radio Zumbido, con sellos como Palm Pictures (NY) y Quatermass (Bélgica), y se ha presentado en diferentes escenarios como Dranouter Folk Festival en Bélgica, CMJ Festival en Nueva York y el Royal Opera House de Londres.
Dejó Bohemia Suburbana durante 10 años para vivir en Barcelona, España, donde estudió Ingeniería de Sonido en el SAE Institute y una Licenciatura en Producción de Audio de la Universidad Middlesex de Londres.
Durante ese tiempo realizó varios trabajos en posproducción de audio y musicalización que han sido publicados en varios videojuegos, documentales, series y películas como CSI (franquicia) y Dirty,  así como en canales de televisión internacionales como MUN2 y CUNYTV, cuyos spots televisivos fueron nominados a un Emmy Award en el 2010.
En 2012 vuelve a Guatemala para el concierto/reunión de la Bohemia Suburbana llamado "BS20". Desde entonces se reintegró a la banda con quienes grabó en 2015 el álbum Imaginaria Sonora, y en 2020 Santiago 14° 91°, ambos producidos por el productor británico Phil Vinall.